# 李斯特作品列表
以下是李斯特·费伦茨的作品列表，預計分別以作品編號、曲類排列，以供查找之便。

## 概說
作曲家李斯特的一生堪稱多產，其大部分的作品為鋼琴所作，技術水平極高。他有改編自己及他人作品的習慣，許多作品都有不只一個版本（或鋼琴，或樂團），在他最出名的作品中，則展現了其天賦與原創性。此外，李斯特參考了既有的變奏曲曲式，以及華格納提出的「主導動機」，使他在主題變形、發展方面的創新手法堪稱前無古人。
承上，李斯特的改編作品甚為可觀，這包括了校訂與釋義、重新配器，甚至以其他作曲家的原創主題發想的幻想曲作品等。為舒伯特藝術歌曲（如《魔王》）、白遼士《幻想交響曲》，貝多芬全本交響曲，以及巴赫管風琴作品的改編，甚至部份的華格納作品改編等，都是出自李斯特之手。事實上，自過往作品中找尋「靈感」，並不是李斯特的專利，而是行之有年的音樂寫作手法，舉凡巴赫、莫扎特、貝多芬，甚至時代相當的罗伯特·舒曼，都有類似的紀錄，而李斯特卻特別因為這點而受到《音樂廣訊報》批評：
如此的天分，達到前無古人的境界，然而為何他始終不能創作屬於自己的，比那些仿作更有價值的作品呢？傑出的藝術家不應留戀過去，而應該超越。
李斯特並沒有忽視這些意見，而是承諾他很快會寫作新的作品。《但丁》、《浮士德》以及B小調奏鳴曲都是應運而生的傑作，但李斯特其實未曾停止改編的習慣，直到他逝世前仍繼續寫作這一類作品。在過程中，李斯特也經常「修正」了他人作品的「陋習」，他自旋律、和聲等方面著手，力圖使改編後的作品更加動聽。
其創作的另一特點，便是顯著的「標題音樂」特性，以其交響詩作品為代表。李斯特實際上是標題音樂的響應者，而非發明者，在自己執筆的文章中，曾以貝多芬、白遼士、孟德爾頌等人的作品為例，主張標題音樂是歷來既有的一種手法。「標題音樂」的主張與手法在當代為爱德华·汉斯力克所反對，李斯特曾為文回應：並非所有的音樂都是標題音樂，然而若能使其更容易被理解，應該為作品加上一標題。

## 按編號
註：李斯特本人曾使用作品號（Opus）指陳特定作品，但現已罕用。目前最為常見的，是1960年代的漢弗萊·希爾勒系統（為格罗夫辞典所撰，以S.代表），另外還有1931年完成的彼得·拉伯系統（以R.代表）。

## 按曲類

### 獨奏
- 《超技練習曲》，S.139
- 帕格尼尼大練習曲（英语：Grandes études de Paganini），作品S. 141
  - 第三曲《鐘》
- 《巡禮之年》
  - 第一年：瑞士，作品S. 160
  - 第二年：義大利，作品S. 161
  - 補集：威尼斯與拿坡里，作品S. 162
  - 第三年，作品S. 163
- 匈牙利狂想曲，作品S. 244
  - 第2號，C♯小調
- B小調奏鳴曲

### 管弦樂
- 第3號交響詩《前奏曲》，作品S. 97
- E♭大調第1號鋼琴協奏曲，作品S. 124
- A大調第2號鋼琴協奏曲，作品S. 125

## 外部連結
- 李斯特作品列表：国际乐谱典藏计划上的乐谱